# 布施琳太郎
布施 琳太郎（ふせ りんたろう、1994年〈平成6年〉9月6日 - ）は、日本のアーティスト。東京都出身。東京藝術大学大学院映像研究科メディア映像専攻 修了。父は芸術学者の布施英利、弟は音楽家の布施砂丘彦。

## 経歴
幼少期は神奈川県湯河原町で過ごす。
表現活動のきっかけは中学2年生の頃。iPhoneをはじめとしたスマートフォンが現れ、様々なWebプラットフォームが盛り上がりを見せていた時期に、ブログや動画制作を始める。
神奈川県立平塚江南高等学校に入学。「学校中のもの好きが集まる」と言われた放送部に入部。ラジオドラマの制作を重ねる中、言葉を使った表現に夢中になる。
ゲームやアニメ業界に興味を持つが、「現代において同人が集まって社会にインパクトを与えうるのは現代美術では」との考えから、東京藝術大学に進学を選ぶ。
2013年4月、東京藝術大学美術学部絵画科入学。
2014年、友人たちと最初の展覧会を開催。早く名前を覚えてもらう狙いがあった。
2016年3月、1人展「布施なき世界」開催。
2017年3月、東京藝術大学美術学部絵画科油画専攻卒業。4月、東京藝術大学大学院映像研究科入学。
2019年3月、東京藝術大学大学院映像研究科メディア映像専攻修了。東京藝術大学美術館買い上げ賞受賞。第16回美術手帖芸術評論募集佳作。

## 人物
- 小学校の卒業式では「未来の子供たちが暗記しなければならない歴史的な偉人になりたい」と宣言していた[10]。
- 東京藝大の油画科に進んだのは、入学後の表現手段や活動の自由度が高いことを知ったため[11]。
- 東京藝大の学部生時代には月2回のペースで展覧会を開催することを自らに課した時期もあり、その同時期に青を戦略的に使い始める[5]。
- 一貫して「アーティスト」と名乗ることにこだわっている。メールの文頭は「アーティストの布施琳太郎です」と一文を入れている[10]。
- 特定グループでの活動はせず、代わりに展覧会企画を行う。「期限付きの共同体」と考えている[11]。
- アーティストという職業を「歴史をつくる仕事」と定義している[5]。

## 主な展覧会
本項目の主要出典

### 個展
- 2023年　『絶縁のステートメント』（SNOW Contemporary）[13]
- 2022年　『新しい死体』（PARCO MUSEUM TOKYO）[12]
- 2022年　『イヴの肉屋』（SNOW Contemporary）[14]
- 2021年　『すべて最初のラブソング』（The 5th Floor）

### グループ展
- 2024年　『新・今日の作家展「あなたの中のわたし」』（横浜市民ギャラリー）[15]
- 2024年　『神戸六甲ミーツ・アート2024 beyond』（六甲山・ガーデンテラス）[16]
- 2024年　『ここは未来のアーティストたちが眠る部屋となりえてきたか？』（国立西洋美術館）[17]
- 2023年　『砂の本 THE BOOK OF ARENA』（POST-FAKE projects）[18]
- 2022年　『時を超えるイヴ・クラインの想像力』（金沢21世紀美術館）[19]
- 2022年　『身体イメージの創造——感染症時代に考える伝承・医療・アート』（大阪大学総合学術博物館）[20]
- 2021年　『「新しい成長」の提起』（東京藝術大学大学美術館）[21]
- 2021年　『オープン・スペース2021 ニュー・フラットランド』（NTTインターコミュニケーションセンター[ICC]）[22]
- 2020年　『Winter Show』SNOW Contemporary HARUKAITO by island）[23]
- 2014年　『ドドン派!!!』（デザインフェスタギャラリー）

### 企画、キュレーション
- 2025年　『パビリオン・ゼロ』（葛西臨海公園、コスモプラネタリウム渋谷など）[24]
- 2025年　『150年』（東池袋の六棟の空き物件）[25][注釈 1]
- 2023年　『「パルコを広告する」 1969 - 2023 PARCO広告展』（渋谷PARCO）[26][注釈 2]
- 2022年　『惑星ザムザ』(小高製本工業跡地）[27]
- 2021年　『沈黙のカテゴリー』（名村造船所跡地［クリエイティブセンター大阪］）
- 2020年　『隔離式濃厚接触室』(ウェブページ）[28]
- 2020年　『余白』(SNOW Contemporary）[29]
- 2019年　『The Walking Eye / 歩行する眼』（横浜赤レンガ倉庫一号館）[30]
- 2018年　『モデルルーム』SNOW Contemporary（秋山佑太との共同企画 / 二人展）[31]
- 2016年　『iphone mural（iPhoneの洞窟壁画）』（BLOCK HOUSE）[32]
- 2016年　『布施なき世界』（ギャラリーKAZANE、アパートの自室など）

## 著書
- 布施琳太郎『涙のカタログ』PARCO出版、2023年11月11日。ISBN 978-4865064346。
- 布施琳太郎『ラブレターの書き方』晶文社、2023年12月19日。ISBN 978-4794974037。 NCID BD04952625。